# Libáň
Libáň é uma cidade checa localizada na região de Hradec Králové, distrito de Jičín‎.